# Sjouke Jonker
Sjouke Jonker ('s-Gravenhage, 9 september 1924 - Sierre (Zwitserland), 13 april 2007) was een Nederlands journalist en politicus.
De gereformeerde Jonker was achtereenvolgens voorlichter en (adjunct-)kabinetschef van de eerste Nederlandse Eurocommissaris, Mansholt. Hij behoorde als antirevolutionair tot de Europeanen van het eerste uur. Hij kende zowat iedereen die er in politiek Den Haag, in Brussel en Luxemburg toe deed. Als Europarlementariër behartigde hij vele uiteenlopende belangen.
- Biografisch Portaal: 94335558
- Parlement.com: vg09llzfgiqc